# Elena Stoffel
Pour les articles homonymes, voir Stoffel.
Elena Stoffel, née le 27 mai 1996 à Unterbäch, est une  skieuse alpine suisse spécialisée en slalom.
Elle fait partie du Cadre A de Swiss-Ski durant la saison 2021-2022.

## Biographie

### Débuts
La Haut-Valaisanne dispute sa première course FIS à 15 ans le 15 novembre 2011 à l'occasion du slalom de Diavolezza dans le Val Bernina.
Elle prend son premier départ en Coupe d'Europe le 10 janvier 2013 pour le  slalom de Melchsee-Frutt, la station obwaldienne où elle va régulièrement démontrer sa progression en Coupe d'Europe. À la fin du mois, le 29 janvier 2013, elle remporte le combiné de Brigels, sa première victoire au niveau FIS, suivie par la deuxième dès le Super G du lendemain. En février 2013, elle décroche le médaille de bronze de l'épreuve mixte par équipe du Festival olympique d'hiver de la jeunesse européenne à Brașov, aux côtés notamment de Niels Hintermann, Sandro Simonet et Vanessa Kasper.
Sa troisième victoire FIS, le slalom du 5 janvier 2014 à Chamonix, ne précède que de quelques jours son premier top30 en Coupe d'Europe lors du slalom de Melchsee-Frutt le 9 janvier.

### Saison 2014-2015: les premiers pas en Coupe du Monde
Elle finit désormais la plupart des épreuves FIS dans le top10 et se retrouve régulièrement sur le circuit de la Coupe d'Europe. Le 3 décembre, le réussit son premier top20 à ce niveau avec la 18ème place au slalom de Hemsedal, puis son premier top 10 le 20 février avec la 6ème place au slalom de Bad Wiessee remporté par sa compatriote Denise Feierabend. Pendant le printemps, elle réalise également 3 podiums FIS. Elle participe en mars à ses premiers Mondiaux juniors à Hafjell et prend la 6ème place du slalom lors duquel Paula Moltzan remporte la médaille d'or. À l'issue de ceux-ci, elle reçoit sa première convocation en Coupe du Monde pour le slalom d'Åre du 14 mars.

### Saison 2015-2016: de nouveaux top15 en Coupe d'Europe
Elle remporte une nouvelle victoire au slalom FIS de Veysonnaz quelques jours avant Noël. Courant janvier, elle atteint à trois reprises la 14ème place en Coupe d'Europe et enchaîne une 2ème place et une victoire lors des deux slaloms FIS d'Adelboden. Après les Mondiaux juniors de Sotchi en mars, elle réussit deux podiums FIS à Châtel.

### Saison 2016-2017: (presque) championne du Liechtenstein
Elle étoffe encore son palmarès sur le circuit FIS avec, au cours de la saison, 9 podiums dont 4 victoires à Gerardmer (2x), Haute-Nendaz et Malbun.
À la mi-janvier, alors qu'elle réussit à Zinal ses deux premiers top20 en géant de Coupe d’Europe, la presse locale la désigne comme le troisième grand talent du ski féminin valaisan. Le 20 janvier, elle entre pour la deuxième fois dans le top10 en Coupe d'Europe avec une 7ème place au slalom de Melchsee-Frutt. Juste avant les championnats du monde juniors d'Åre, la Schweizer Illustrierte l'inclut dans la galerie de portraits qu'elle consacre aux stars de l'équipe de Suisse. Le 31 mars, elle remporte le slalom des championnats du Liechtenstein

### Saison 2017-2018: premier top30 en Coupe du Monde
Plus de 2 ans en demi après, elle retrouve la Coupe du Monde pour la deuxième fois en prenant part au géant d'ouverture de saison à Sölden où elle annonce son ambition d'être dans le top30 et enchaîne avec le slalom de Levi mais sas parvenir à se qualifier pour le seconde manche dans les deux cas. Elle retrouve la victoire la semaine suivante au niveau FIS et,sur la saison, obtiendra à ce niveau  un total de 7 podiums dont 3 victoires à Diavolezza, Lenzerheide et Sörenberg. En décembre, elle prend la 6ème place du géant d'Hafjell et la 9ème du slalom parallèle de Kronplatz comptant tous deux pour la Coupe d'Europe.
En janvier, elle réussit son premier top30 de Coupe du Monde avec la 18ème place au slalom de Kranjska Gora lors de la 40ème victoire de Mikaela Shiffrin et d'un podium pour Wendy Holdener. A la fin du mois, elle retrouve Melchsee-Frutt et intègre pour la première fois le top5 en Coupe d'Europe lors du second slalom, puis pour une deuxième fois début mars au géant de Zinal. Elle prend enfin la 9ème place du géant des finales de la Coupe d'Europe à Soldeu.

### Saison 2018-2019: premier top15 en Coupe du Monde
Elle est de retour à Sölden et Levi pour la reprise de la Coupe du Monde mais c'est à Kilington qu'elle marque des points grâce à sa 20ème place en slalom. Elle repasse en Coupe d'Europe le temps notamment d'une 9ème place en géant à Funesdalen et une 6ème place à Trysil. Le 5 janvier, elle égale le meilleur résultat de sa carrière en Coupe du monde en prenant la 18ème place du slalom de Zagreb. Ses performances sont saluées par les médias valaisans quelques jours avant que la slalomeuse monte pour la première fois sur un podium de Coupe d'Europe lors du slalom de Melchsee-Frutt remporté par Meta Hrovat. Quelques heures avant son entrée en lice dans ses premiers championnats du monde, on peut lire dans la presse combien elle est heureuse d'être présente en Suède alors qu'elle n'avait pas rempli les critères de sélection. S'élançant avec le dossard numéro 29, elle enfourche lors de la première manche du slalom alors qu'elle avait un bon temps intermédiaire. Elle ne cache pas sa déception à l'arrivée, car elle ressentais de bonnes sensations. La technicienne haut-valaisanne va en profiter en entrant pour la première fois dans un top15 de Coupe du Monde le 9 mars en s'emparant du 14ème rang du slalom de Špindlerův Mlýn, notamment grâce à une bonne 2ème manche. Elle met fin à sa saison de Coupe d'Europe en prenant la 5ème place du slalom des finales juste devant ses camarades Camille Rast et Charlotte Chable.

### Saison 2019-2020: première victoire en Coupe d'Europe
Pendant l'été 2019, elle apparaît dans un reportage consacré à un camp d'entraînement de Swiss-ski au Tessin tourné au Centre sportif national de la jeunesse à Tenero. Après sa 23ème place au slalom de Coupe du Monde à Levi, elle se déclare déçue, notamment de sa seconde manche, estimant qu'elle a peut-être trop réfléchi sur la fin de son parcours en se disant qu'elle devait absolument marquer des points. En décembre à St-Moritz, elle figure au 28ème rang des 32 concurrentes à passer le cap des qualifications du slalom parallèle mais est éliminée dès le premier tour par Meta Hrovat, finissant à la 17ème place. Parmi les Suissesses, seule Aline Danioth est parvenue à passer un tour.
Début janvier, elle figure dans le top20 des slaloms de Zagreb et Flachau, les deux fois à la 18ème place. Puis à Zell am See, elle se retrouve pour la deuxième fois de sa carrière sur un podium de Coupe d'Europe grâce à son deuxième rang en slalom. Le lendemain, elle prend également la deuxième place du second slalom alors qu'elle était en tête après la première manche avec une demi-seconde d'avance. Elle est encore 5ème à la fin janvier lors du slalom de Hasliberg. Elle accorde une interview en français au site SkiActu peu avant de décrocher la 15ème place du slalom de Coupe du Monde de Kranjska Gora. Les finales étant annulées à cause du Covid-19, sa saison de Coupe d'Europe se termine à Bad Wiessee où elle prend la 2ème place du premier slalom puis s'adjuge le lendemain sa  première victoire à ce niveau lors du second non sans avoir signé le meilleur chrono de la première manche,. Sa 4ème place finale au classement du slalom lui assure une place fixe en Coupe du Monde la saison suivante.

### Saison 2020-2021: l'accident
Début novembre, la slalomeuse d’Unterbäch se blesse au genou en chutant lors d'un entraînement de slalom sur le glacier de Diavolezza. Les examens médicaux révèlent une déchirure du ligament croisé antérieur du genou gauche, ce qui la contraint à se faire opérer et à mettre prématurément un terme à sa saison. C'est un coup dur pour l'athlète, qui n’avait cessé de progresser ces trois dernières saisons et dont c'est la première blessure grave, et pour son équipe qui a déjà perdu plus tôt dans l'année deux autres techniciennes : Charlotte Chable et Aline Danioth,,,,,,.
Fin avril 2021, Swiss-ski confirme que Stoffel conservera malgré tout sa place dans le Cadre A la saison prochaine.

### Saison 2021-2022: le combat pour revenir
Début novembre, elle se confie avec Mélanie Meillard, une autre Valaisanne de retour de blessure, dans la presse et admet que son accident provient en partie du fait qu'elle s'est mise trop de pression en enchaînant les manches à l'entraînement pour réussir le meilleur chrono et qu'elle a désormais appris à mieux écouter son corps. Mi-novembre, alors qu'elle annonce, tout comme Wendy Holdener et Mélanie Meillard, son retour pour les deux slaloms de Levi, les journalistes ne manquent pas de rappeler que sa blessure était d'autant plus rageante qu'elle n'a pas pu profiter de la place fixe que ses performances lui avaient permis d'obtenir. Elle ne parvient pas à se qualifier en seconde manche à Levi mais prend la 25ème place du slalom de Killington une semaine plus tard. En décembre, de retour en Coupe d'Europe, elle enchaîne une 2ème et une 7ème place à Pass Thurn, puis une 5ème et une 10ème à Valle Aurina mais conclut l'année sur un nouvel échec en Coupe du Monde à Lienz.
En janvier, elle connait des fortunes diverses en Coupe du Monde, entre des non-qualifications à Zagreb et Schladming d'une part et, d'autre part, une 21ème place au slalom de Kranjska Gora,. Elle se confie dans la presse sur la façon dont "elle se bat pour revenir à son niveau après son accident alors qu'elle était sur le point d'atteindre l'élite mondiale à la fin de l'hiver 2019-2020", explique comment cette période lui a fait changer son approche du ski et révèle que "son grand objectif est de gagner un jour une médaille olympique". À la fin du mois, elle est 9ème du slalom de Coupe d'Europe de Hasliberg et 3ème de celui de Zell am See derrière Aline Danioth qui revient proche de son meilleur niveau après avoir elle aussi enchaîné les malheurs et obtient là sa sélection pour les JO en remportant son troisième slalom de Coupe d'Europe consécutif. Fin février, elle est 9ème et 7ème des deux slaloms de Coupe d'Europe de Bad Wiessee. En mars, elle se rend à Åre pour y disputer le quatrième géant de Coupe du Monde de sa carrière, le premier depuis presque 5 ans mais, tout comme sa camarade Mélanie Meillard, elle échoue au-delà du top30,. Elle termine la saison au 5ème rang du classement de la Coupe d'Europe du slalom.

### Saison 2024-2025: Fin de carrière
Le 9 mars 2025, à l'issue du slalom d'Åre en Suède, elle annonce mettre un terme à sa carrière.

## Palmarès

### Coupe du Monde
- Première course : 14 mars 2015, slalom d'Åre, DNF1
- Premier top30 : 7 janvier 2018, slalom de Kranjska Gora, 18ème
- Meilleur résultat : 14ème place, slalom de Špindlerův Mlýn, 9 mars 2019
- Total top30 : 11 (dernière mise à jour : mars 2022)

| Saison/Classement | Général | Général | Slalom | Slalom | Parallèle | Parallèle |
| Saison/Classement | Class.  | Points  | Class. | Points | Class.    | Points    |
| ----------------- | ------- | ------- | ------ | ------ | --------- | --------- |
| 2017-2018         | 113e    | 13      | 49e    | 13     | -         | -         |
| 2018-2019         | 84e     | 42      | 37e    | 42     | -         | -         |
| 2019-2020         | 69e     | 64      | 26e    | 50     | 31e       | 14        |
| 2020-2021         | -       | -       | -      | -      | -         | -         |
| 2021-2022         | 109e    | 16      | 44e    | 16     | -         | -         |

### Coupe d'Europe
- Premier départ : 10 janvier 2013, slalom de Melchsee-Frutt, DNF1
- Premier top30 : 9 janvier 2014, slalom de Melchsee-Frutt, 30ème
- Premier top10 : 20 février 2015, slalom de Bad Wiessee, 6ème
- Premier top 5 : 26 janvier 2018, slalom de Melchsee-Frutt, 5ème
- Premier podium : 24 janvier 2019, slalom de Melchsee Frutt, 3ème

- Meilleur résultat : victoire, slalom de Bad Wiessee, 1er mars 2020

- Total top10 : 25  (dernière mise à jour : mars 2022)
- Total podiums : 7  (dernière mise à jour : mars 2022)
- Total victoires: 1  (dernière mise à jour : mars 2022)

| Saison/Classement | Général | Général | Slalom | Slalom | Géant  | Géant  |
| Saison/Classement | Class.  | Points  | Class. | Points | Class. | Points |
| ----------------- | ------- | ------- | ------ | ------ | ------ | ------ |
| 2013-2014         | 190e    | 1       | 90e    | 1      | -      | -      |
| 2014-2015         | 91e     | 67      | 40e    | 67     | -      | -      |
| 2015-2016         | 77e     | 80      | 29e    | 74     | 70e    | 6      |
| 2016-2017         | 83e     | 74      | 43e    | 47     | 42e    | 27     |
| 2017-2018         | 30e     | 238     | 22e    | 97     | 14e    | 141    |
| 2018-2019         | 28e     | 286     | 12e    | 202    | 34e    | 84     |
| 2019-2020         | 12e     | 385     | 4e     | 385    | -      | -      |
| 2020-2021         | -       | -       | -      | -      | -      | -      |
| 2021-2022         | 15e     | 355     | 5e     | 341    | 58e    | 14     |

### Championnats du monde
| Épreuve / Édition | Slalom |
| Mondiaux 2019 Åre | DNF1   |

### Championnats du monde juniors
| Épreuve / Édition     | Slalom | Géant |
| Mondiaux 2015 Hafjell | 6e     | 26e   |
| Mondiaux 2016 Sotchi  | -      | 16e   |
| Mondiaux 2017 Åre     | DNF2   | DNF1  |